# Gustav von Gülich
Ludwig Gustav von Gülich (* 1. Juni 1791 in Osnabrück; † 4. August 1847 in Linden) war ein deutscher Landwirt, Nationalökonom und Unternehmer.

## Familie
Er war Angehöriger der Familie Gülich. Seine Großeltern waren der Tabakfabrikant Gerhard Friedrich von Gülich und Margr. Gertrud Gosling, die das Waterloo-Tor stifteten. Friedrichs Kompagnon, Johann Anton Tenge (1717–1791), der Sohn von Margarethe Gösling (1694–1771) und Vater von Friedrich Ludwig Tenge, hatte 1781 die Partnerschaft aufgelöst.
Seine Eltern waren der Bankier und Tuchfabrikant Johann Kaspar von Gülich (1756–1794) und Regina Katharina Charlotte (1769–1834), die Tochter von Johann Erich Dürfeld. Sein Vater hatte vor den Toren der Stadt bei der Haster Mühle eine Tuchmanufaktur begründet. Seine verwitwete Mutter heiratete in zweiter Ehe Herbord Sigismund Ludwig von Bar.
Sein älterer Bruder Wilhelm von Gülich (1788–1865) hatte seine in französischer Zeit nach Bramsche verlegte Tuchfabrik 1818 wieder nach Osnabrück zurückgeholt. Bereits 1824 produzierte Gülich mit 55 Männern und 35 Frauen, Mädchen und Kindern Tuchwaren im Wert von 40 000 Reichstalern. Wilhelm heiratete Bernhardine, die jüngste Tochter von Ferdinand Schmidtmann, die im November 1825 bei der Entbindung des siebten Kindes mit 33 Jahren starb. Ihre Tochter Charlotte (1814–1874) heiratete im April 1850 Eduard Christian von Lütcken und gebar Eduard Hermann von Lütcken.

## Leben und Wirken
Gustav von Gülich besuchte das Gymnasium in Bremen bis zur Konfirmation. Er arbeitete zunächst als Kaufmann, danach in der Landwirtschaft und studierte als Volontär beim Helmstedter Ökonom Friedrich Carl Gustav Gericke sowie Kameralwissenschaft von 1810 bis 1812 in Göttingen. In der Folge kaufte er von der Regierung des Königreichs Westphalen die Domäne Steinbrück bei Peine, musste dieses aus rechtlichen Gründen bald wieder aufgeben. 
Während der Freiheitskriege warb er in Osnabrück und Umgebung Freiwillige für ein Husarenregiment des Herzogs von Cumberland an und nahm selbst im Kampf gegen Frankreich teil. Nach Ende des Krieges pachtete er das Gut Rethmar und setzte ab 1817 seine Studien an der neuen Humboldt-Universität in Berlin fort. Im Jahr 1819 heiratete er (Johanna Auguste) Wilhelmine Henrici (1799–1855) aus Osnabrück. Mit ihr hatte er in den folgenden Jahrzehnten etwa fünf Kinder. Bei den letzten übernahm sein Freund Johann Carl Bertram Stüve die Patenschaft. Einer der Söhne war der preußische Diplomat Friedrich von Gülich. 
Im Jahr 1826 tat sich von Gülich mit einer Schrift über den Handel, Gewerbe und Ackerbau erstmals als Autor ökonomischer Werke hervor. Daneben wollte er seine theoretischen Kenntnisse auch praktisch umsetzen. Bereits 1827 bemühte er sich vergeblich um den Erwerb der staatlichen Messinghütte (später Theresienthal) Reher bei Aerzen. Im selben Jahr ging er zum Studium von Ackerbau, Handel und Gewerbe auf Reisen in den Niederlanden, Frankreich, England und Irland. Auf Grundlage dieser Erfahrungen erschien 1830 seine „Geschichtliche Darstellung des Handels, des Gewerbes und des Ackerbaus der bedeutendsten Handel treibenden Staaten unserer Zeit“ in zwei Bänden.
In der Folgezeit erwarb von Gülich mehrere gewerbliche Betriebe. Er produzierte mit englischen Maschinen Tonröhren zu Drainagezwecken. Im September 1828 erwarb er die 1649 gegründete Papiermühle in Polle. Da sein Plan, sie an die Humme-Mündung zu verlegen, vereitelt wurde, gründete er dort die neue Papiermühle Wertheim. 1831 gründete er Kohlebergwerke im Süntel und Nesselberg. Im Jahr 1833 pachtete er noch die Papiermühle Zur Lust.
Ab 1830 ging sein Papiergeschäft jedoch aufgrund der schlechten wirtschaftlichen Lage und Unruhen zurück. Bald darauf wurden zudem in der Papierfabrikation Maschinen eingeführt, was Gülich widerstrebte. Um jedoch gegenüber England und Frankreich konkurrenzfähig zu bleiben, hatte er 1833 notgedrungen aus England u. a. eine Papiermaschine ohne Ende, die erste in Deutschland, eingeführt. Entgegen seinen Befürchtungen gab diese Umstellung nicht weniger, sondern mehr Arbeitern Beschäftigung. Aber die nachteiligen Folgen zeigten sich bald: Infolge der Mehrerzeugung stiegen die Rohstoffpreise, während der Preis der Fertigware sank. 
Im Jahr 1842 ging die Papiermühle Wertheim an seinen Bruder über. Seine Bergwerke musste er an den Staat verkaufen. Seine Frau zog mit den Kindern nach Kassel. Dennoch beteiligte sich von Gülich im Mai 1843 als Aktionär an der Vereinigte Weser-Dampfschifffahrt.
1844 hatte er die Idee zur Urbarmachung wüster Ländereien. Er erwarb gegen Erbenzins ein großes Ödland bei Levern im Kreis Lübbecke. Die dortigen Bauern lachten zwar anfangs, bewunderten ihn aber, als er dieses Ödland nach einigen Jahren in Acker verwandelt hatte und auch Gut Steinbrink mit einer Kalkbrennerei und Schäferei versehen hatte.
Während einer Reise starb er an einer Entzündung im Schwarzen Bären in Linden. Beerdigt wurde er auf dem Friedhof der dortigen Martinskirche hinter der Gruftkapelle der Familie Johann Egestorff.
Von Bedeutung war von Gülich nicht zuletzt wegen der Wirkung seiner ökonomischen Schriften auf die Zeitgenossen. Johann Wolfgang von Goethe schrieb 1830 in sein Tagebuch: „Fing nachher an Gustav von Gülich geschichtliche Darstellung des Handels [...] Ich rühmte [Meyer gegenüber] Gustav von Gülich, Geschichte des Handels pp., theilte daraus manches mit.“ Auch auf den jungen Karl Marx übte er Einfluss aus. Die Exzerpte aus Gülichs Werken gehören zu den umfangreichsten eines Ökonomen, die Marx angefertigt hatte.

## Werke
- Geschichtliche Darstellung des Handels, der Gewerbe und des Ackerbaus der bedeutendsten handeltreibenden Staaten. Bd. 1–5, Jena 1830–1845. (Digitaltext des Textbandes und des zugehörigen Tabellenwerkes)
- Ueber die Urbanmachung wüster Ländereien, als Mittel, viele Erwerbslose zu beschäftigen. 1844.